# Сперша
Сперша (укр. Сперша) — правый приток Мены, протекающий по Корюковскому району (Черниговская область, Украина).

## География
Длина — 11,5 км. Русло реки (отметки уреза воды) в среднем течении (пруд каскада) находится на высоте 132,4 м над уровнем моря.
Русло извилистое. На реке создан каскад прудов. 
Река берёт на северной окраине села Новые Броды (Червоные Партизаны). Река преимущественно течёт на восток. Впадает в Мену южнее села Весёлое.
Пойма занята заболоченными участками, лугами и кустарниками, лесом, огородами (в сёлах).
Притоки: нет крупных.
Населённые пункты на реке
1. Новые Броды (Червоные Партизаны)
2. Садовое (Чапаевка)
3. Даниловка